# 雷氏俯海鯰
雷氏俯海鯰為輻鰭魚綱鯰形目海鯰科的其中一種，分布於中東太平洋區，從墨西哥至薩爾瓦多淡水、半鹹水水域，體長可達30公分，棲息在底層水域，屬肉食性，生活習性不明。

## 擴展閱讀
維基物種上的相關：雷氏俯海鯰